# ماسنجر كيدز
ماسنجر كيدز هو تطبيق ومنصة مراسلة تم إصدارهما بواسطة فيسبوك في ديسمبر 2017  تم تصميم المنصة لجمهور الشباب كبديل أكثر أمانًا لمنصة فيسبوك ماسنجر. يمكن للمستخدمين التسجيل بأسمائهم الأولى والأخيرة بدلاً من أرقام الهواتف. تم إطلاقه مبدئيًا لأجهزة أي باد اللوحية مع نظام التشغيل iOS في الولايات المتحدة فقط، على الرغم من إضافة الدعم لاحقًا لأجهزة أي فون وأندرويد وتم طرحه في كندا وبيرو والمكسيك.
يتمتع الآباء بالإشراف والمراقبة، مع متطلبات التحقق من الهوية والموافقة على جهات الاتصال. لا توجد عمليات شراء أو إعلانات داخل التطبيق، وبالتالي لا يتم أيضًا جمع بيانات لأغراض الدعاية، وحسابات الأطفال غير مرئية في البحث على فيسبوك ولا ينتقل حساب الطفل تلقائيًا إلى حساب فيسبوك كامل بمجرد أن يبلغ الطفل 13 عامًا. (الحد الأدنى لسن التسجيل بالفيسبوك). تتميز بفلاتر وعدسات الواقع المعزز جنبًا إلى جنب مع الألعاب والمحتوى التعليمي.

## نقد
بينما تم اعتماد التطبيق من قبل قانون حماية خصوصية الأطفال على الإنترنت (COPPA)،  فقد تلقى انتقادات كبيرة وقلقًا، ويرجع ذلك أساسًا إلى أنه يجمع محتويات الرسائل والصور المرسلة من قبل القاصرين،  وكذلك لمحاولة جذب الأشخاص إلى تجربة فيسبوك في سن مبكرة جدًا. انتقد وزير الصحة البريطاني، جيريمي هانت، المبادرة علنًا، وغرد على تويتر أنه يجب على الشركة «الابتعاد عن أطفالي» و «أخبرني فيسبوك أنهم سيعودون بأفكار لمنع استخدام القاصرين لمنتجهم، لكنهم بدلاً من ذلك يستهدفون الأطفال الصغار بنشاط».

## وصلات خارجية
- الموقع الرسمي